# Endasys arizonae
Endasys arizonae är en stekelart som beskrevs av Luhman 1990. Endasys arizonae ingår i släktet Endasys och familjen brokparasitsteklar. Inga underarter finns listade i Catalogue of Life.